# Desmognathus aeneus
La salamandra de filtración ( Desmognathus aeneus ) es una pequeña especie terrestre de salamandra de la familia Plethodontidae . Es endémica de los Estados Unidos. Se encuentran en pequeñas áreas de Tennessee, Carolina del Norte, Georgia y Alabama. Su hábitat natural son los bosques templados, los ríos intermitentes y los manantiales de agua dulce. Recibe su nombre de las filtraciones alrededor de las cuales vive. Es muy similar en su apariencia e historia de vida a la salamandra pigmea ( Desmognathus wrighti ). Estas dos especies difieren mucho de las otras especies de Desmognathus . Son las salamandras más pequeñas del género, midiendo solo 1-2 plg (3-5 cm) de longitud. También son las dos únicas especies terrestres de Desmognathus de desarrollo directo. Sin embargo, es poco común ver que las dos especies coexistan, y difieren en distribución según la elevación; aunque hay excepciones. La salamandra de filtración actualmente figura como Casi Amenazada, y su número está disminuyendo en la mayoría de los estados en los que se encuentra. 

## Descripción
La salamandra de filtración es una salamandra muy pequeña y delgada, que varía entre 1,75-2,25 plg (4,4-5,7 cm) . Los adultos poseen dientes de vomerino . La cola es terete y redondeada. La salamandra de filtración tiene una franja dorsal pálida, con una forma ancha, ondulada o casi recta, y su color varía de amarillo o tostado a marrón rojizo. La raya a veces está salpicada de un pigmento más oscuro. También se ve una línea oscura en la parte media del dorso y se continúa con una marca en forma de Y en la cabeza. Hay una banda de color marrón oscuro en los lados, que se desvanece hacia el vientre. El vientre es pálido y está moteado de marrón y blanco, pero también puede ser liso.
La salamandra de filtración se confunde fácilmente con la salamandra pigmea ( Desmognathus wrighti ). Estas dos especies se superponen en un área pequeña del sur de Carolina del Norte. D. wrighti y D. aeneus carecen de una etapa larvaria de natación libre. Ambos tienen dientes de vomerino y proporciones similares entre la longitud de la cola y la longitud total del cuerpo; sin embargo, tienen diferentes patrones y coloración. Las glándulas mentales también tienen una forma diferente en los machos. La salamandra pigmea tiene una glándula mental grande en forma de U, mientras que la salamandra de filtración es pequeña y tiene forma de riñón.

## Descripción general y taxonomía
La salamandra de filtración es parte del género Desmognathus y la familia Plethodontidae . Como todos los demás pletodóntidos, la salamandra de filtración no tiene pulmones y respira a través de su piel y el revestimiento de su boca. También tienen un surco nasolabial y una mandíbula inferior relativamente inamovible que les permite abrirse camino debajo de los objetos. Como ocurre con todas las especies de Desmognathus, tienen una línea pálida que va en diagonal desde el ojo hasta el ángulo de la mandíbula. Esta línea puede ser difícil de ver en adultos mayores y más oscuros. Sus patas traseras son más grandes y robustas que las delanteras. Su cuerpo es corto y robusto y son buenos saltadores, a menudo utilizados como escape.
Según el árbol filogenético, la salamandra de filtración se ramificó en lo profundo del árbol de la especie Desmognathus . D. aeneus es un grupo hermano de todas las especies de Desmognathus excepto D. wrighti, que es un grupo externo . D. aeneus y D. wrighti tienen características distintas del resto de las especies de Desmognathus . Son las especies más pequeñas, de desarrollo directo y las más terrestres, siendo todas las demás especies semiacuáticas o acuáticas. Dado que estas dos especies se ramifican primero, la evolución se ha movido hacia un tamaño corporal más grande, períodos larvales más prolongados y más hábitats acuáticos dentro de Desmognathus .

## Distribución geográfica
Las salamandras de filtración obtienen su nombre de las filtraciones donde se encuentran a menudo. Sin embargo, también se encuentran cerca de los arroyos y debajo de la hojarasca, el moho de las hojas y los troncos podridos. Son una especie terrestre.
Las salamandras de filtración están distribuidas en el sureste de Tennessee, suroeste de Carolina del Norte, norte de Georgia y del centro al norte de Alabama . Se encuentran en los condados de Monroe y Polk en Tennessee; los condados de Fannin, Pickens, Towns y Union en Georgia; el condado de Oconee en Carolina del Sur ; y los condados de Cherokee, Clay, Graham, Macon y Swain en Carolina del Norte. En Alabama, se pueden encontrar en los condados de Calhoun, Clay, Cleburne y Tallapoosa . También se pueden encontrar en los condados de Cherokee, Chilton, Etowah, Hale y Tuscaloosa en Alabama, pero se pueden extirpar de estos lugares.
Las poblaciones tienen una distribución discontinua y están muy localizadas. Hay una colonia aislada en el oeste de Alabama y otra en el noreste de Georgia. Las poblaciones se encuentran en elevaciones que van desde 700-4500 pies (213,4-1371,6 m) . Sin embargo, en la colonia en el noreste de Georgia se pueden encontrar tan bajos como 100 pies (30,5 m) .

## Ecología
La salamandra de filtración no experimenta mucha competencia con otras especies de salamandras debido a su hábitat. Debido a que es una salamandra terrestre, no es perturbada por las salamandras semiacuáticas y acuáticas. Casi todas las demás especies de Desmognathus se encuentran a distancias más cercanas a los arroyos. La falta de competencia también puede deberse al hecho de que es muy reservado. Rara vez se ve en la superficie, lo que puede ser una respuesta anti-depredadora.
La única especie de Desmognathus que se encuentra en el mismo hábitat que la salamandra de filtración y crearía una presión competitiva es la salamandra pigmea ( D. wrighti ). Sin embargo, los rangos de las dos especies rara vez se superponen. La salamandra pigmea se encuentra en elevaciones más altas, mientras que la salamandra de filtración se encuentra en las más bajas. La salamandra pigmea se encuentra en la frontera de Carolina del Norte y Tennessee. El rango de distribución de la salamandra de filtración comienza justo debajo del rango de la salamandra pigmea. Sin embargo, ha habido casos en los que las dos especies se encuentran juntas. Se ha observado que coexisten en el condado de Monroe, Tennessee y es posible que coexistan en el condado de Blount, Tennessee. Se necesitan más estudios para determinar sus interacciones y ayudarían en los esfuerzos de conservación.

## Ciclo de vida y comportamiento.
Las salamandras de filtración rara vez se ven en la superficie, incluso de noche, a pesar de ser nocturnas. Las fuentes de alimento consisten principalmente en artrópodos, especialmente larvas de insectos y colémbolos . Los ácaros, arañas, lombrices de tierra, crustáceos, nematodos, miriápodos y caracoles también han sido devorados por las salamandras de filtración.

### Ciclo de vida
La salamandra de filtración es terrestre y omite la etapa larvaria acuática. El tiempo entre la fertilización y la eclosión es de 68 a 75 días. Cuando los huevos eclosionan, los nacidos se parecen claramente a los adultos. Poseen ojos, surcos naso-labiales, branquias, coloración similar a los adultos y carecen de branquias. Sus branquias son más cortas y se ramifican menos que otras especies de Desmognathus, y se reabsorben muy rápidamente. En otras especies de Desmognathus de desarrollo no directo, los surcos nasolabiales, la coloración y los ojos no están presentes cuando los huevos eclosionan por primera vez, pero aparecen después de un período larvario prolongado. Esta etapa larvaria también posee colas y branquias que no se reabsorben rápidamente en comparación.
La oviposición ocurre en abril y mayo, con todos los huevos listos para ser depositados por la hembra. Los huevos eclosionan a fines de la primavera y el verano. Tanto los machos como las hembras alcanzan la madurez sexual después de dos años. Ha habido algunas discrepancias sobre cuánto tardan los huevos en eclosionar. Harrison (1967) encontró que los huevos eclosionaban entre 43 y 45 días, pero Marks y Collazo encontraron entre 68 y 75 días. Esto puede deberse a las diferentes temperaturas de incubación, pero la diferencia no se ha explorado completamente.

### Apareamiento
Hay poca diversidad dentro de Plethodontidae con respecto al apareamiento. El proceso de apareamiento consiste en el comportamiento de cortejo, la marcha a horcajadas de la cola, la deposición de esperma en forma de espermatóforo y la inseminación . Sin embargo, la salamandra de filtración difiere en su comportamiento de cortejo.
Al igual que con todos los demás pletodóntidos, los machos secretan feromonas y las utilizan durante el proceso de cortejo. La mayoría de las especies utilizan un comportamiento de tracción o chasquido. Sin embargo, solo D. aeneus y D. wrighti usan la mordida como mecanismo de entrega. Estas dos especies inmovilizan física y directamente a las hembras y las muerden. Las picaduras pueden durar hasta varias horas. Luego liberan feromonas en las heridas de la mordedura. Otros pletodóntidos no inhiben directamente a las hembras cuando excretan feromonas.

## Conservación
La salamandra de filtración está clasificada como Casi Amenazada por la UICN porque su rango no supera los 20,000 km 2 y su hábitat y tamaño poblacional está disminuyendo. El aislamiento de las diferentes poblaciones también aumenta la susceptibilidad de su desaparición tanto que estas están a punto de ser clasificadas como Vulnerables.
La especie está en declive en Alabama y Carolina del Norte, pero se mantiene estable en Carolina del Sur. Está catalogado como necesitado de administración en Tennessee.
La tala es una fuente principal de declive dentro de la especie, particularmente en Alabama. Alrededor de la mitad de las poblaciones conocidas en 1976 ahora están extintas. Otras prácticas forestales, como la tala rasa, también amenazan a las salamandras de filtración.
La mayoría de las poblaciones de salamandras de filtración no se encuentran dentro de las áreas protegidas. Por lo tanto, para disminuir la vulnerabilidad de las poblaciones a ciertas prácticas forestales, se han propuesto establecer zonas de amortiguamiento en áreas susceptibles alrededor de filtraciones y arroyos.